# Ai Qing
Ai Qing, pseudonym för Jiang Zhenghan, född 27 mars 1910 i Jinhua i Zhejiang, död 5 maj 1996 i Peking, var en kinesisk poet.
Ai Qing studerade konst vid École des Beaux-Arts i Paris och upptäckte då modern litteratur som Walt Whitman och Majakovskij. När han återkom till Shanghai blev han satt i fängelse för samhällsomstörtande idéer.
Ai Qing följde Mao Zedong till Yan'an, där Kinas kommunistiska parti upprättat en bas på 1930-talet. I januari 1940 höll Mao Zedong ett tal om "Kulturen i den nya demokratin", där han fördömde "omdömeslös assimilering av utländska företeelser". Våren 1942 kritiserade flera författare partiets syn. Ai Qing krävde mer förståelse och respekt för författarna. Partiet svarade med att anordna en konferens om litteratur och konst i maj 1942. I likhet med Ding Ling bekände Ai Qing sin skuld och skickades ut på landet för att omskolas av "massorna".
Som poet var Ai Qing fascinerad av rymd, vind och sol och använde ett enkelt språk. Diktsamlingen Dayanhe (1933) tillägnade han sin gamla amma, diktsamlingen Beifang (1938) norra Kinas torra jord.
Ai Qing fängslades 1957 och sattes i arbetsläger tillsammans med sin familj, först i Manchuriet och sedan i Xinjiang. Först år 1975 återkom familjen till Beijing. 
Ai Qing är far till konstnären Ai Weiwei.
Jinhua Architecture Park, med 17 paviljonger av olika arkitekter utmed en två kilometer lång sträcka utmed Yiwu-floden, är uppförd 2002 till minne av Ai Qing på initiativ av sonen Ai Weiwei.

## Verk i urval
- Ai Qing: Selected poems, översatta till engelska av Eugene Chen Eoyang, Foreign Languages Press, Beijing 1982
- Wen Yidou och Ai Qing: Dödvatten och gryning - två röster från Kina, tolkade av Göran Malmqvist, Wiken, Höganäs 1983, ISBN 91-7024-085-X